# 7-Aminoactinomycin
7-Aminoactinomycin ist eine zur Stoffklasse der Peptide gehörende organische Verbindung. Sie wird meist als 7-AAD abgekürzt.

## Aufbau
Wie alle Actinomycine besitzt es als Actinoyl-Chromophor ein zweifach methyliertes 2-Aminophenoxazin-3-on-System, das über zwei Amidbindungen mit Pentapeptidlacton-Ringen verknüpft ist. Die Grundstruktur des Chromopeptids 7-AAD ist das Actinomycin D, dem an Position 7 die zusätzliche funktionelle Gruppe des 7-AAD, eine Aminogruppe, fehlt.

Struktur des Actinomycin (für R=H) und des 7-AAD (für R=NH_{2})

## Eigenschaften
7-Aminoactinomycin ist in reiner Form ein orange-roter Feststoff. Er ist in Dimethylformamid, Dimethylsulfoxid und Chloroform löslich.
Prinzipiell besitzt 7-AAD die gleichen Eigenschaften wie die Stammverbindung, das Actinomycin D, es wird jedoch im Gegensatz zu diesem nicht als Zytostatikum eingesetzt.
Man nutzt die Fähigkeit des 7-AAD zur Interkalation der DNA aus, indem man es als Zellfarbstoff verwendet. Dabei interkaliert 7-AAD spezifisch zwischen Cytosin und Guanin und verändert seine Fluoreszenzeigenschaften. Eine Besonderheit von 7-AAD ist, dass, ebenso wie bei Propidiumiodid, ausschließlich die DNA von nicht-viablen Zellen gefärbt wird, da er nur in Zellen ohne intakte Zellmembran eindringen kann. Man bezeichnet 7-AAD daher auch als Avitalfarbstoff. 
Diese Eigenschaft wird bei einem Apoptoseassay verwendet, bei dem man die Apoptose (den programmierten Zelltod) von Zellen untersucht. Bei der Apoptose kommt es zu einem Verlust des asymmetrischen Aufbaus der Zellmembran. Das bei vitalen Zellen auf der Innenseite (der cytoplasmatischen Seite) der Membran lokalisierte Phosphatidylserin (PS) tritt dann vermehrt auch in der nach außen gerichteten Membranseite auf. Bei einem Assay zur Bestimmung des Apoptosestadiums wird eine Dopplerfärbung der Zellen mit einem Phosphatidylserin-spezifischen Farbstoff, dem Protein Annexin V und mit 7-AAD durchgeführt. Intakte Zellen reagieren auf beide Färbungen negativ, frühapoptotische Zellen reagieren positiv auf die PS-Färbung, jedoch negativ auf die mit 7-AAD, spätapoptotische (tote) Zellen reagieren auf beide Färbungen positiv. Auch vollkommen nekrotische Zellen reagieren positiv auf die Färbung mit 7-AAD und Annexin V. 
Die Untersuchungen selbst erfolgen in einem Fluoreszenzmikroskop oder im Durchflusszytometer. Bei beiden Verfahren wird die Fluoreszenz durch einen Laser (meist 488 nm) angeregt. Das Emissionsmaximum liegt bei 647 nm. 

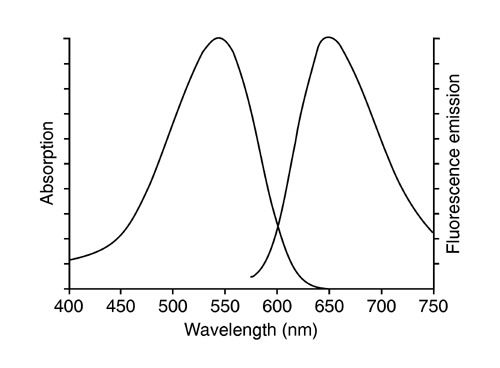
Absorptions- und Fluoreszenz-Emissionsspektrum von an DNA gebundenem 7-AAD